# Cuori d'oro
Cuori d'oro è stato un programma televisivo italiano di genere varietà, trasmesso su Rete 4 dal 22 marzo 1995, alle 20:35, per dieci puntate. 

## Il programma
In ogni puntata venivano raccontate, tramite interviste ai protagonisti, le storie di chi si era distinto per atti di bontà ed altruismo, premiate con le "medaglie per la bontà" che venivano consegnate da ospiti famosi.
Le quattro storie della puntata venivano ricostruite con brevi fiction recitate dai protagonisti o da attori, con cronache documentali delle forze dell'ordine. 
Nel corso della trasmissione vi erano le rubriche "candid camera", con Luana Colussi, dove si mettevano alla prova gli italiani in situazioni in cui si osservava la loro capacità di compiere gesti di altruismo, e lo spazio curato da Tiberio Timperi riguardante le notizie, in merito all'associazionismo e al volontariato, oltre che di piccole vicende di altruismo.
Al termine dei 10 appuntamenti, la sera del 31 maggio, venne realizzata in diretta da Piacenza una finalissima con protagoniste le 10 storie di abnegazione più votate dai telespettatori nel corso dell'edizione. Il pubblico da casa, attraverso il televoto, elesse il Cuore d'oro dell'anno.
La conduttrice Enrica Bonaccorti fu chiamata a sostituire Massimo Ranieri, che, infortunatosi durante uno spettacolo teatrale, fu costretto a rinunciare alla conduzione.